# 競技場冰川
競技場冰川（英語：Amphitheatre Glacier），是南極洲的冰川，位於維多利亞地的斯科特海岸，流經皇家學會嶺，由新西蘭地理委員會命名，現時由南極條約體系管理。